# 文室与伎
文室 与伎（ふんや の よき）は、奈良時代の貴族。名は与企あるいは那保企（なおき）とも記される。大納言・文室浄三の子。官位は従四位下・大宰大弐。

## 経歴
宝亀11年（780年）従五位下に叙爵。延暦2年（783年）従五位上・相模介に叙任され、宝亀の乱終結後間もない東国へ赴任する。翌延暦3年（784年）相模守へ昇格すると共に、征東将軍・大伴家持に次ぐ征東副将軍に任ぜられ、蝦夷征討の任に当たる。延暦4年（785年）に大伴家持が没するなどもあり、与伎自身は蝦夷征討で目立った活動を起こすことはなかった。
延暦6年（787年）右中弁に転任して京官に復し、延暦8年（789年）正五位下に昇叙される。延暦9年（790年）正五位上・大宰大弐に任ぜられ、今度は西国の地方官に転じる。その後、従四位下まで昇った。

## 官歴
『続日本紀』による。
- 時期不詳：正六位上
- 宝亀11年（780年） 正月7日：従五位下
- 天応元年（781年） 12月23日：御装束司（光仁上皇葬儀）
- 延暦2年（783年） 正月16日：従五位上。2月25日：相模介
- 延暦3年（784年） 2月：征東副将軍。3月14日：相模守
- 延暦6年（787年） 9月17日：右中弁
- 延暦8年（789年） 正月6日：正五位下。12月29日：御葬司（皇太后・高野新笠葬儀）
- 延暦9年（790年） 正月26日：周忌御斎会司。3月10日：大宰大弐。閏3月11日：御葬司（皇后・藤原乙牟漏葬儀）。4月4日：正五位上
- 時期不詳：従四位下[1]

## 系譜
- 父：文室浄三[1]
- 母：不詳
- 妻：平田孫王[1]
  - 男子：文室弟直[1]